# Технічний коледж Національного університету «Львівська політехніка»
Технічний коледж Національного університету «Львівська політехніка» — це відокремлений структурний підрозділ Національного університету «Львівська політехніка», який 1997 році увійшов до складу НУ «Львівська політехніка».

## Загальна інформація
Коледж заснований на загальнодержавній власності України, є вищим закладом освіти І-ІІ рівнів акредитації. Технічний коледж акредитовано за статусом вищого закладу освіти І(першого) рівня. Відомча приналежність — Міністерство освіти і науки України. Повна назва Коледжу:
- українською мовою — Технічний коледж Національного університету «Львівська політехніка»
- англійською мовою — Technical College of Lviv Polytechnic National University

Коледж здійснює підготовку фахівців освітньо-кваліфікаційних рівнів «бакалавр», «молодший спеціаліст» і «кваліфікований робітник». Навчальний заклад було створено наказом Міністерства народної освіти УРСР № 151 від 5.07.1990 року з назвою — вище професійне училище — технічний коледж. Статус коледжу навчальний заклад отримав у 1997 році, у цьому ж році внесено до державного реєстру закладів освіти під назвою Львівський технічний коледж.
У 2004 році Львівський технічний коледж перейменовано у Технічний коледж Національного університету «Львівська політехніка». У березні 1994 року вище професійне училище — технічний коледж увійшов до складу навчально-науково-виробничого комплексу «Галтек», створеного на базі Державного університету «Львівська політехніка». Тісна співпраця з Львівською політехнікою дала можливість залучати до викладацької діяльності в коледжі викладацько-професорський склад університету, створити інтегровані навчальні плани з кожної спеціальності, що дало можливість випускникам коледжу продовжувати навчання на 2-3 курсах відповідних інститутів Національного університету «Львівська політехніка». Щорічно близько 40 % випускників продовжують навчання у «Львівській політехніці» за скороченими освітньо-професійними програмами. Крім цього, для навчання студентів коледжу використовується матеріально-технічна, науково-методична база та бібліотечний фонд університету.

## Керівництво коледжу
- Шемелюк Ганна Олексіївна — в.о. директора, кандидат педагогічних наук
- Копач Марія Василівна — в.о. заступника директора з навчальної роботи
- Дембіцька Жанна В'ячеславівна — заступник директора з виховної роботи
- Пех Галина Володимирівна — головний бухгалтер
- Василиця Ярослав Дмитрович — зав. відділенням інформаційних технологій та комп'ютерної техніки
- Віхоть Ігор Васильович — зав. відділенням електроніки та комп'ютеризованих систем
- Лянце Едуард Владиславович — зав. комерційним відділенням
- Перець Василь Іванович — зав. Ходорівським відділенням

## Структурні підрозділи
- Відділення інформаційних технологій та комп'ютерної техніки
- відділення електроніки та комп'ютеризованих систем
- Комерційне відділення
- Відділення електроніки та комп'ютеризованих систем
- Відділення харчових технологій та інженерії (Ходорівське відділення);
- Підготовчі курси

## Предмет діяльності
- підготовка фахівців різних освітньо-кваліфікаційних рівнів «кваліфікований робітник», «молодший спеціаліст», «бакалавр»
- атестація педагогічних і науково-педагогічних працівників із встановленням і підтвердженням кваліфікаційних категорій
- підготовка молоді до незалежного зовнішнього тестування та вступу у вищі навчальні заклади
- навчально-методична, культурно-освітня, інформаційна, видавнича, спортивно-оздоровча діяльність
- фінансово-економічна, господарська, консультаційна, виробнича, торгово-закупівельна діяльність
- здійснення зовнішніх зв'язків, міжнародне співробітництво

## Навчальні напрями
- Програмна інженерія (Розробка програмного забезпечення)
- Комп'ютерна інженерія (Обслуговування комп'ютерних систем і мереж)
- Електромеханіка (Монтаж і обслуговування електричних машин і апаратів)
- Маркетинг (Комерційна діяльність)
- Автоматизація та комп'ютерно-інтегровані технології (Обслуговування інтелектуальних інтегрованих систем)
- Радіотехніка (Конструювання, виробництво та технічне обслуговування радіотехнічних пристроїв)
- Радіоелектронні апарати (Виробництво, обслуговування та ремонт електронної побутової апаратури)
- Харчові технології та інженерія

1. Зберігання, консервування та переробка м'яса,
2. Виробництво хліба, кондитерських, макаронних виробів і харчоконцентратів

- Електромеханіка та електротехнології (Монтаж і експлуатація електроустаткування електростанцій і енергосистем)

## Розташування
Головний корпус — В головному корпусі розміщаються: дирекція, відділення інформаційних технологій та комп'ютерної техніки, комерційне відділення. 79035, м. Львів, вул. Пимоненка, 17.
Навчальний корпус № 2 — В навчальному корпусі № 2 розміщені відділення електроніки та комп'ютеризованих систем, відділення професійної підготовки. 79071, м. Львів, вул. Пулюя, 30 (бічна вул. Наукова).
Навчальний корпус м. Ходорів — В Ходорівському відділенні розміщено факультет харчових технологій, відділення професійної підготовки. 
81750, Львівська область, м. Ходорів, вул. Грушевського, 3.

## Випускники
- Найда Мар'ян Володимирович (1997—2018) — старший солдат Збройних сил України, учасник російсько-української війни.